# 2013 VD24
2013 VD24, também escrito como 2013 VD24, é um objeto transnetuniano que está localizado no disco disperso, uma região do Sistema Solar. Ele possui uma magnitude absoluta de 6,8 e tem um diâmetro estimado de 127 km.

## Descoberta
2013 VD24 foi descoberto no dia 6 de novembro de 2013 pelo The Dark Energy Survey.

## Órbita
A órbita de 2013 VD24 tem uma excentricidade de 0,243 e possui um semieixo maior de 54,510 UA. O seu periélio leva o mesmo a uma distância de 41,263 UA em relação ao Sol e seu afélio a 67,757 UA.